# Mathias Coppens
Mathias Coppens (Holsbeek, 7 juni 1978) is een Belgisch televisiepresentator, acteur en regisseur.

## Televisie

### Presentator
Mathias en zijn jongere broer Staf Coppens presenteerden samen De Meest Identieke Tweeling op de Vlaamse commerciële zender VTM in 2004.
Met zijn neef Dieter Coppens ging hij op avontuur in het programma De Poolreizigers (op 2BE). Eerder maakten Mathias en Dieter al een gelijkaardig trektochtprogramma voor TMF: The Road Ahead. Bij het Antwerpse Roses Are Blue (RAB) Productions, was Mathias hiervoor tevens regieassistent en opnameleider.
In een ver verleden presenteerde hij op Filmnet voor KTV (Kindertelevisie).
Ook heeft hij gewerkt voor de muziekzender TMF Vlaanderen.
Verder presenteerde hij voor VTM het programma De slechtste chauffeur van Vlaanderen en testte hij de Vlaamse huizen op inbraakbeveiliging in Houd de dief.
Mathias Coppens was ook de presentator van de Nederlandstalige versie van Beauty & de Nerd, in serie 1 met Renate Verbaan en in serie 2 met Bridget Maasland.
In 2010 heeft Mathias Coppens samen met Staf Coppens en Rani De Coninck een quiz gemaakt over "Vlaanderen" genaamd Zot Van Vlaanderen. In de quiz stelden Mathias en Staf allebei een ploeg samen en dan duelleerden ze tegen elkaar. In 2012 volgde een nieuw seizoen gekomen van Zot Van Vlaanderen maar in dat tweede seizoen stelden Staf en Mathias de ploegen niet meer samen: de voordien samengestelde ploegen moesten nu een groepsleider (Mathias of Staf) kiezen.
Samen met Evi Hanssen leidde hij de rechtstreekse uitzending van 2BE rond de nieuwjaarsduik (in Oostende) in goede banen.
In het voorjaar 2007 presenteerde Coppens een improvisatieprogramma, GodzijDank voor VTM, daarna was hij samen met Bridget Maasland te zien in seizoen 3 van Beauty & de Nerd.
Hij presenteert ook het VTM-programma All You Need Is Love.
Op 5 september 2013 ging de eerste aflevering van Het Lichaam Van Coppens in première. Dit was een programma voor de commerciële televisiezender VTM, waarbij hij samen met zijn broer Staf Coppens, hun lichaam zwaar op de proef stelt met hilarische en soms bijna onmogelijke experimenten.
In 2013 is er een 2de seizoen van Het Lichaam Van Coppens gekomen en op 3 september 2015 nog een 3de seizoen. In 2018 eindigde de serie na 6 seizoenen. 
Op 6 april 2016 kwam er een nieuw programma Hollywood in 't Echt van de commerciële zender VTM waarbij hij met zijn broer Staf Coppens het Amerika uit de films met de werkelijkheid overeenstemt. Vooral de films die op hen een grote nadruk lieten.
Sinds 2019 maakt hij samen met zijn broer Staf Coppens het programma Code van Coppens op VTM waarin zij escaperooms maakten waar bekende Vlamingen zo snel mogelijk uit moesten ontsnappen. Sinds januari 2021 presenteren zij ook samen de Nederlandse versie van het programma die door SBS6 wordt uitgezonden onder de naam Code van Coppens: De wraak van de Belgen. In 2021 maakte hij zijn debuut als quizmaster in De Omgekeerde Wereld, door tegenvallende kijkcijfers werd het programma van het voorjaar verplaatst naar de zomer.
Sinds september 2023 presenteert hij samen met Staf Coppens de televisieprogramma's The Big Bang (Nederland) op SBS6 en The Big Bang (Vlaanderen) op VTM.

## Acteur
In 1993 al vertolkte Coppens de hoofdrol in een Europees filmproject: "De wereld van Ludovic". Daarna vertolkte hij de gastrol van Maarten De Cuyper in Familie.
Mathias Coppens en zijn broer Staf speelden tijdens hun collegejaren in het Sint-Pieterscollege te Leuven meerdere keren met het schooltoneel Thespikon.
In mei 2006 ging hij opnieuw ook aan de slag als acteur: vanaf het derde seizoen van de Aspe-reeksen speelde hij de rol van rechercheur Mitch Dedecker. In reeks 6 was hij voor de laatste keer te zien.

## Regisseur
In 2008 regisseerde Coppens drie afleveringen van het 5de seizoen van Aspe, dat in het voorjaar van 2009 op het scherm kwam. Ook in het 6de seizoen bleef hij op post als regisseur. In het zevende seizoen kwam hij niet terug als regisseur, in seizoen 8 wel. 
In 2013 regisseerde Coppens het volledige tweede seizoen van De zonen van Van As.

## Overzicht

### Presentator
- The Big Bang Nederland (2023-heden) - samen met Staf Coppens
- The Big Bang (2023-heden) - samen met Staf Coppens
- Code van Coppens: De wraak van de Belgen (2021-heden) - samen met Staf Coppens
- Code van Coppens (2019-heden) - samen met Staf Coppens
- Hollywood in 't Echt (2016) - samen met Staf Coppens
- Het Lichaam van Coppens (2013-2018) - samen met Staf Coppens
- All You Need Is Love (2009-2012) - samen met Ingeborg Sergeant
- Beauty & de Nerd (2007) - samen met Bridget Maasland
- GodzijDank (2007)
- De Meest Identieke Tweeling (2004) - samen met Staf Coppens

### Zichzelf
- Camping Coppens (2020-2023)
- 30 Jaar VTM (2019)
- De Columbus (2018)
- Manneke Paul (2012)
- Zot van Vlaanderen (2010-2012)
- Het perfecte plaatje (2010)
- De foute Quiz (2008)
- Gaston 80 (2006)

### Kandidaat
- Ge Hadt erbij moeten zijn (2020)
- Wat een Jaar! (2018)
- Kan iedereen nog volgen (2018)
- Jonas & Van Geel (2015)
- Beste Kijkers (2014, 2019)
- Zijn er nog Kroketten? (2014)
- Sterren op de dansvloer (2007)

### Acteur
- Allemaal Chris (2017) - als zichzelf
- Aspe (2007-2010) - als Mitch Dedecker
- Alias (2002) - als Steven
- Familie (1995) - als Maarten De Cuyper
- Buiten de Zone (1994) - als handtekeningjongen
- De wereld van Ludovic (1993) - als Ludovic

## Privé
Coppens had ruim twee jaar een relatie met Dina Tersago (Miss België 2001). In juni 2008 trouwde hij met zijn vriendin Sarah. Zij hebben samen een zoon en een dochter. Half 2020 scheidde hij. Een jaar later heeft hij een nieuwe relatie met Linn. Op 19 december 2022 werd hij vader van een derde kind.

## Trivia
- Coppens heeft, naast Staf, nog een (oudere) broer, Maarten Coppens.
- Hij nam ook al deel aan de quiz Het Verstand Van Vlaanderen met Bekende Vlamingen.
- In het programma van zijn broer, De Beste Belg, ging Coppens de uitdaging aan om het loodzware hindernissenparcours te doorspartelen tijdens de Tough Guy Competitie.
- Als bekende Vlaming nam hij rond januari 2007 ook deel aan de populaire danswedstrijd Sterren op de Dansvloer bij VTM.